# Maria Theresia Opladen

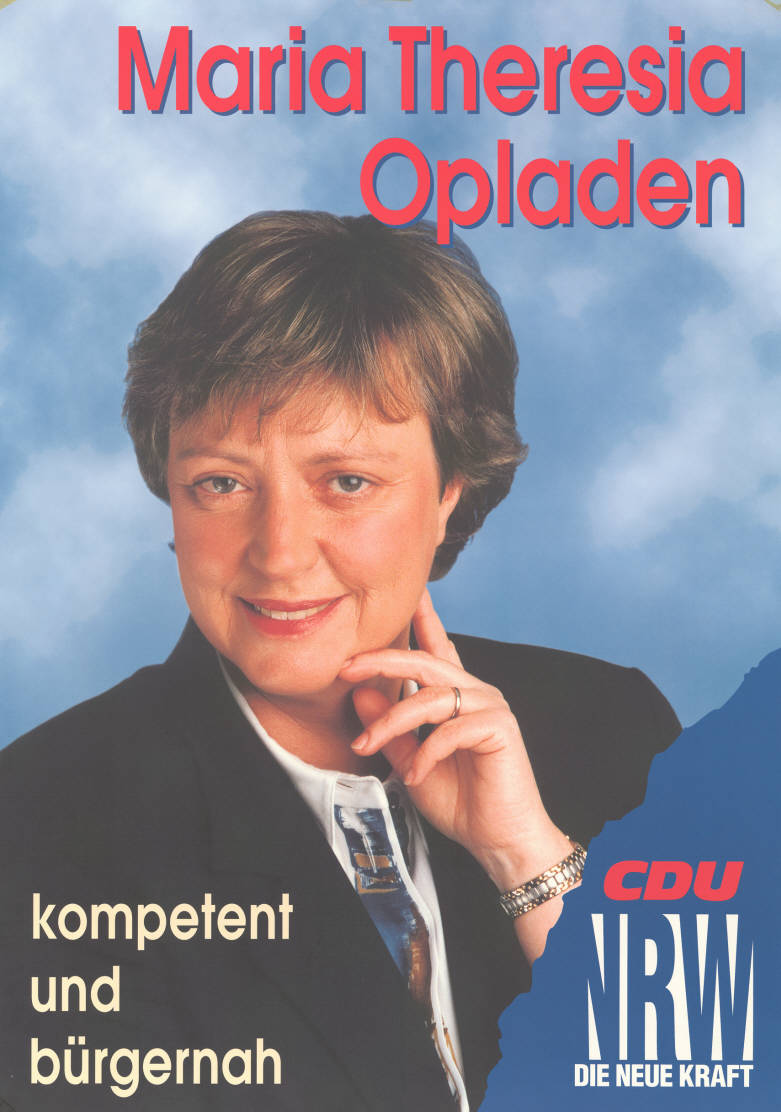
Kandidatenplakat zur Landtagswahl in Nordrhein-Westfalen 1995

Maria Theresia Opladen (* 6. April 1948 in Engelskirchen) ist eine deutsche Politikerin (CDU) und Juristin. Von 1990 bis 1999 war sie Abgeordnete des nordrhein-westfälischen Landtages und von 1994 bis 2004 Bürgermeisterin der Stadt Bergisch Gladbach. Sie ist eine Tochter des ehemaligen Bundesinnenministers Paul Lücke.
Nach dem Abitur im Jahr 1966 studierte Opladen von 1966 bis 1972 Rechts- und Staatswissenschaften an den Universitäten Bonn und Tübingen. Danach war sie als selbstständige Rechtsanwältin und Fachanwältin für Verwaltungsrecht tätig.
Von 1982 bis 1994 war Opladen, die seit 1969 Mitglied der CDU ist, Mitglied des Kreistages des Rheinisch-Bergischen Kreises, ab 1994 war sie Stadtratsmitglied und ehrenamtliche Bürgermeisterin in Bergisch Gladbach. Sie war von Mai 1990 bis September 1999 Abgeordnete des elften und zwölften Landtags von Nordrhein-Westfalen. Sie zog jeweils über ein Direktmandat (Wahlkreis Rheinisch-Bergischer Kreis III) in den Landtag ein. Sie schied 1999 vorzeitig aus dem Landtag aus, um hauptamtliche Bürgermeisterin von Bergisch Gladbach zu werden. Bei der Kommunalwahl 2004 unterlag sie, trotz einer relativen Mehrheit im ersten Wahlgang, bei der Stichwahl ihrem Gegenkandidaten Klaus Orth von der SPD.
Von 2008 bis 2017 war Opladen Bundesvorsitzende der Katholischen Frauengemeinschaft Deutschlands (kfd).
Zudem ist sie Landesdelegierte der CDU NRW.